# 冈本一平
冈本一平（日语：／ Okamoto Ippei，1886年6月11日—1948年10月11日）是一位日本小说家和漫画家。
义弟是洋画家池部钧，外甥是池部良。

## 生平
1886年出生于日本北海道函馆市，毕业于东京美术学校（现東京藝術大学）西洋画系。师从藤岛武二。后认识冈本加乃子，在和田英作撮合下结婚。1910年毕业后，在帝国剧场从事舞台设计工作。1941年和山本八重子再婚。
1948年10月11日因脑溢血逝世，享年62岁。